# Ärtfly
Ärtfly, Ceramica pisi är en fjärilsart som beskrevs av Carl von Linné 1758. Enligt Dyntaxa ingår ärtfly i släktet Ceramica men enligt Catalogue of Life är tillhörigheten istället släktet Melanchra. Enligt båda källorna tillhör ärtfly familjen nattflyn, Noctuidae. Arten har livskraftiga, (LC) populationer i både Sverige och Finland. Tre underarter finns listade i Catalogue of Life, Ceramica (Melanchra) pisi nyiwonis Matsumura, 1925, Ceramica (Melanchra) pisi pardoi Agenjo, 1945 och Ceramica (Melanchra) pisi pisella Bryk, 1941.

## Bildgalleri

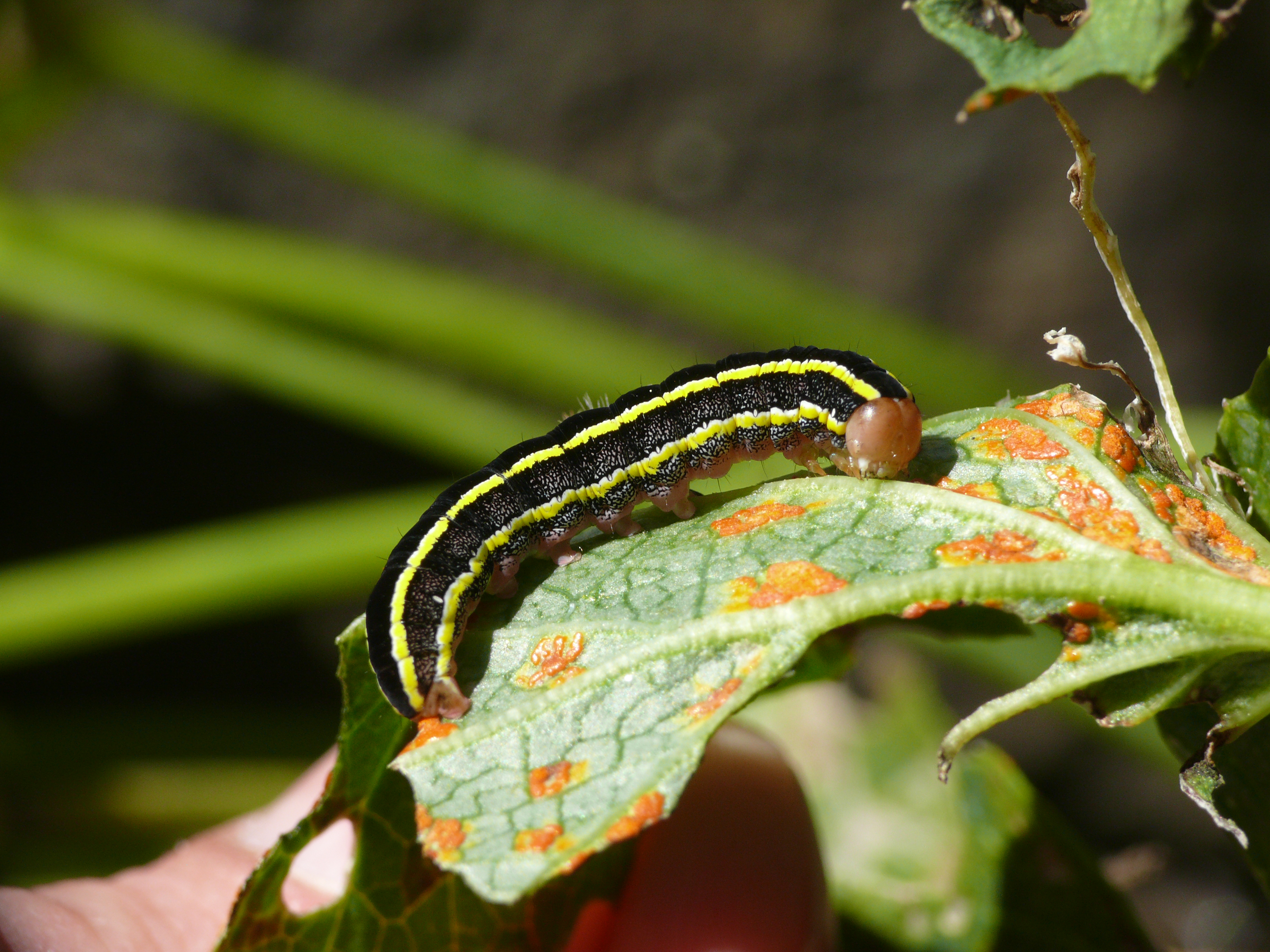
Fjärilens larv, mörk variant.
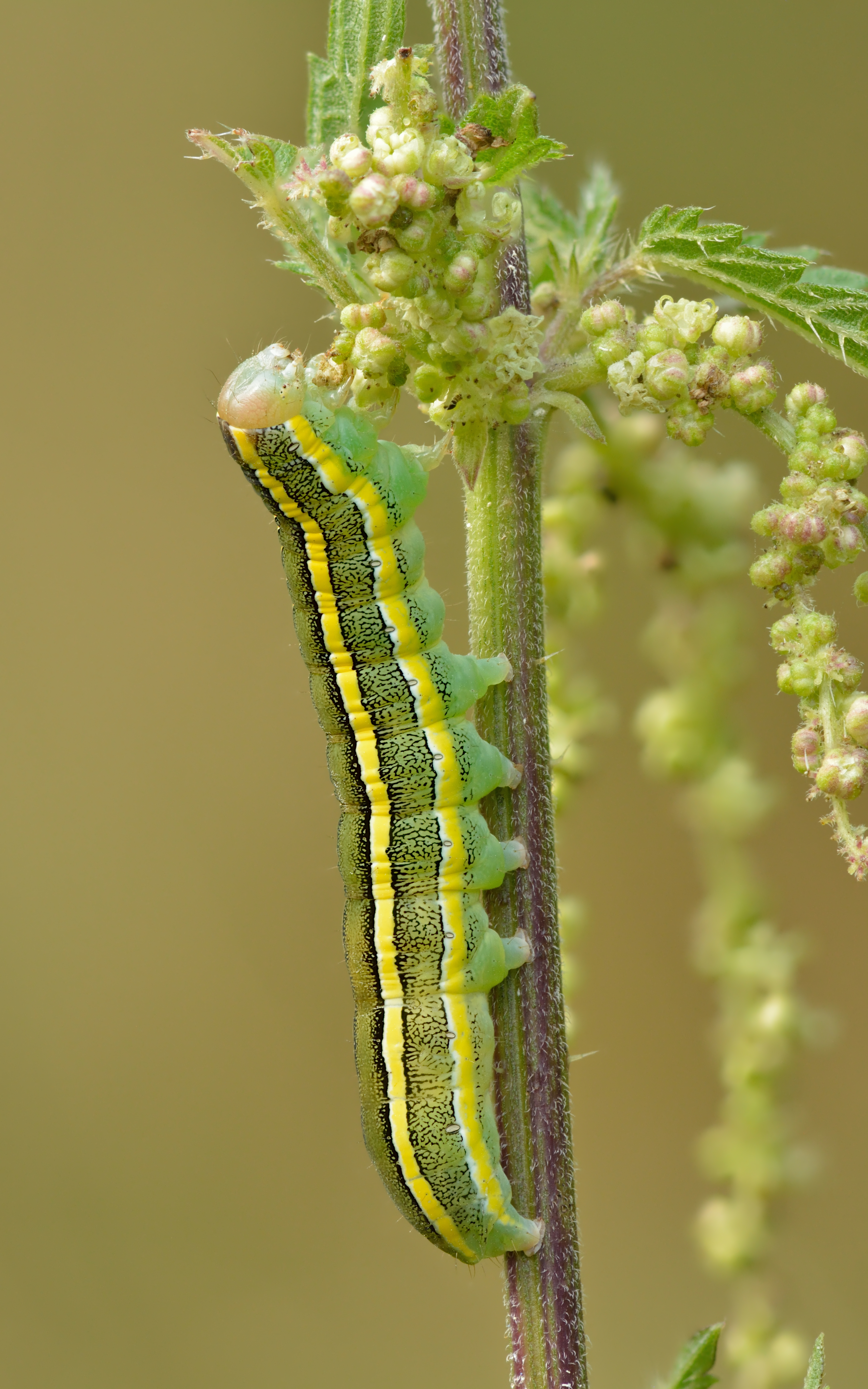
Fjärilens larv, ljus variant.
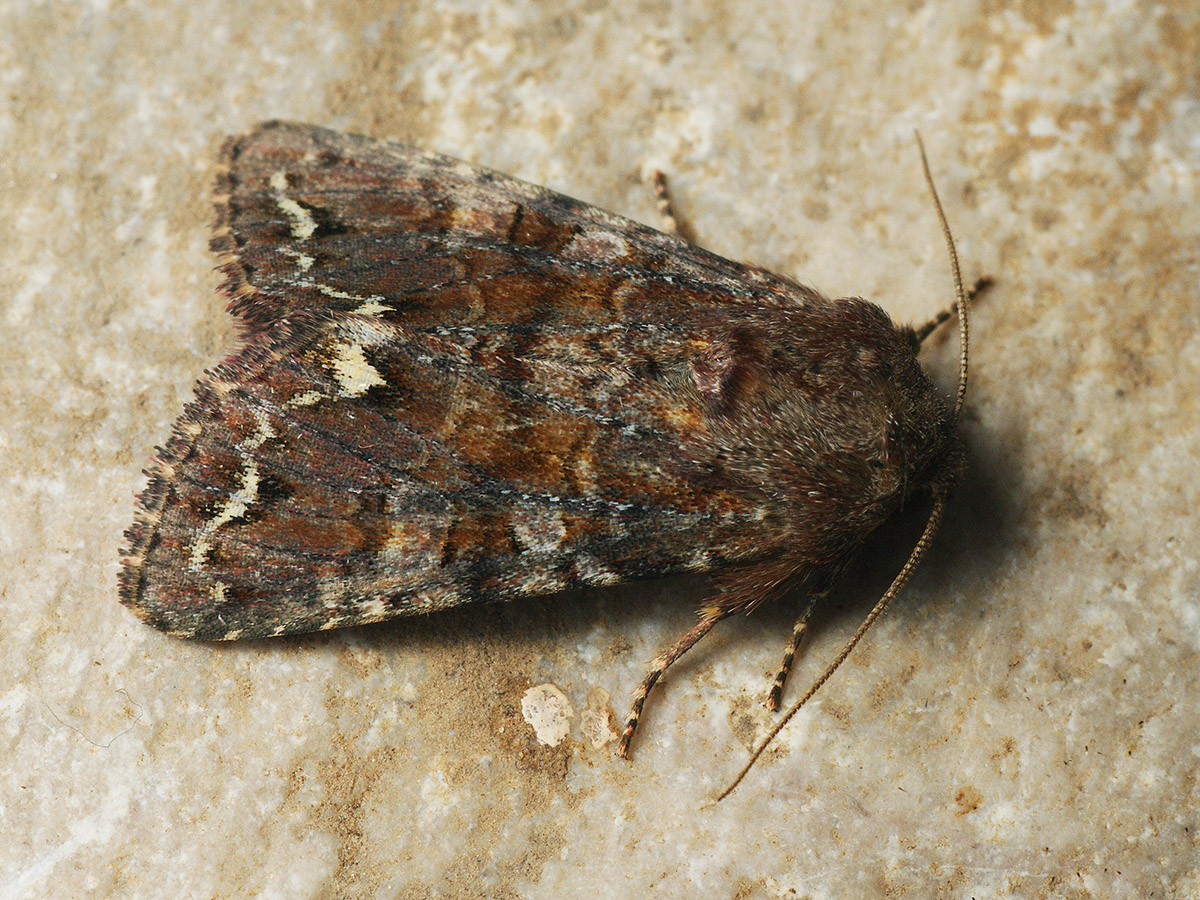
Imago fjäril
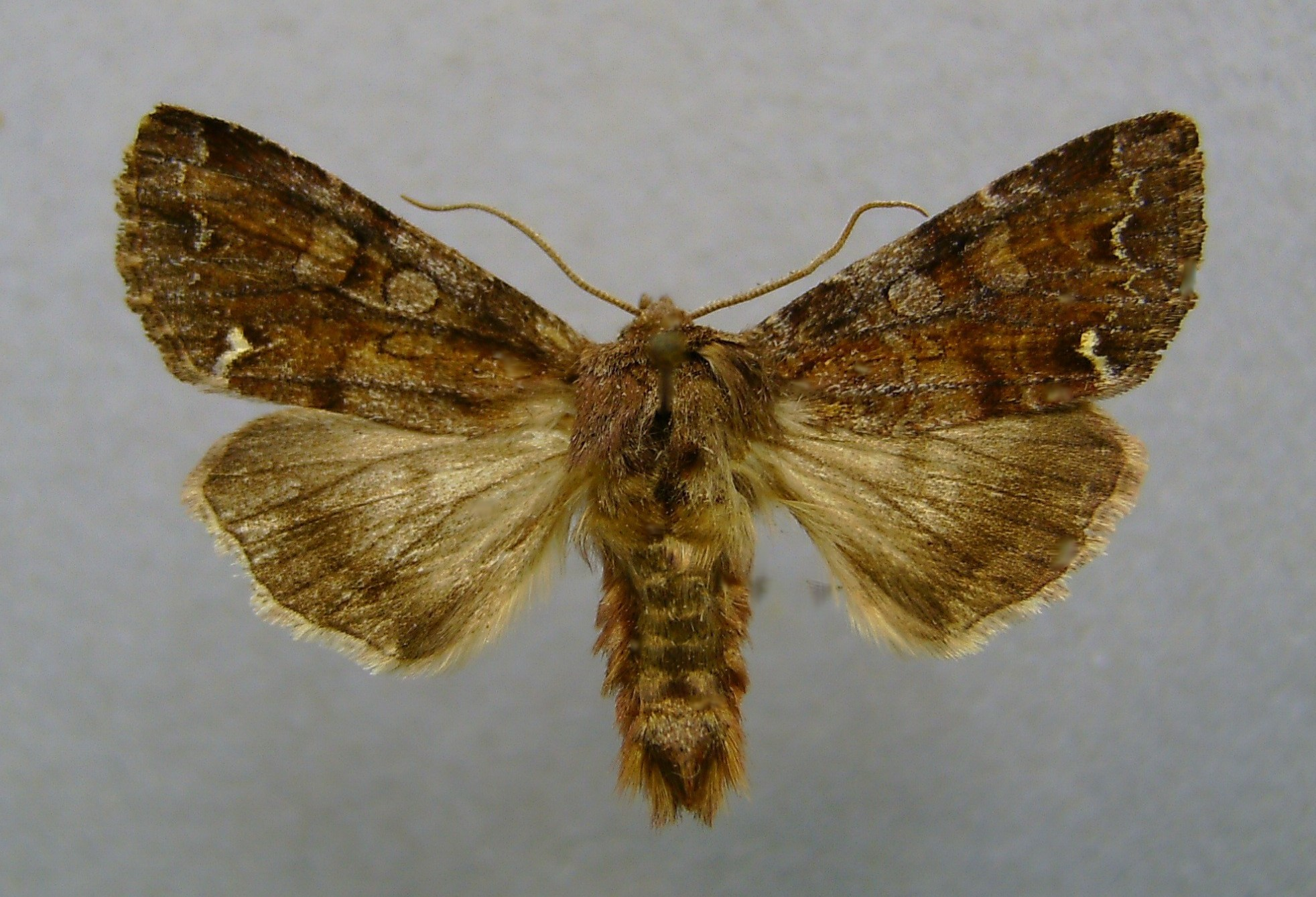
Preparerad (uppnålad) imago fjäril.